# Язычно-губной носовой согласный
Язычно-губной носовой согласный — звук используемый, в основном, в Австралии и Юго-Восточной Азии.
- Место образования: Язычно-губной
- Способ образования: смычный
- Тип фонации: звонкий
- Носовой
- Сонант
- Пульмонический согласный

## Свойства
- Его артикуляция является окклюзионной, что означает, что производится затрудняя поток воздуха в речевом тракте. Поскольку согласная носовая, заблокированный воздушный поток перенаправляется через нос.
- Его место сочленения — лингволибиальное, что означает, что он сочленяется языком напротив верхней губы.
- Его звучание озвучено, что означает, что голосовые связки вибрируют во время артикуляции.
- Это носовой согласный звук, который означает, что воздух может выходить через нос либо исключительно (носовые упоры), либо в дополнение к выходу через рот.
- Механизм воздушного потока является легочным, что означает, что он формируется путем выталкивания воздуха исключительно легкими и диафрагмой, как и в большинстве звуков.

## Транскрипция
Символ в МФА, который представляет этот звук-n̼ или m̺.

## Примеры
| Язык  | Слово  | МФА     | Значение     |
| ----- | ------ | ------- | ------------ |
| Араки | misi   | [n̼isi]  | еще, всё ещё |
| Намба | nəm'ək | [nən̼ək] | мой язык     |